# Firas Irwan
Firas Irwan (* 1. Januar 2001 in Singapur), mit vollständigen Namen Muhammad Firas Bin Muhd Irwan, ist ein singapurischer Fußballspieler.

## Karriere
Firas Irwan erlernte das Fußballspielen in der National Football Academy in Singapur. Seinen ersten Vertrag unterschrieb er 2019 bei Albirex Niigata (Singapur). Der Verein ist ein Ableger des japanischen Zweitligisten Albirex Niigata und spielt in der höchsten singapurischen Fußballliga, der Singapore Premier League. Sein Erstligadebüt gab er am 2. März 2019 im Auswärtsspiel gegen Geylang International. Hier wurde er in der Halbzeit gegen Yoshikatsu Hiraga ausgewechselt. Für Albirex stand er 2019 neunmal in der ersten Liga auf dem Spielfeld.
Seite dem 1. Januar 2020 ist Firas Irwan vertrags- und vereinslos.